# HMS Zebra (R81)
HMS Zebra (R81) là một tàu khu trục lớp Z được Hải quân Hoàng gia Anh Quốc chế tạo trong Chương trình Khẩn cấp Chiến tranh của Chiến tranh Thế giới thứ hai. Sống sót qua cuộc xung đột, nó được đưa về thành phần dự bị năm 1947 và bị tháo dỡ năm 1959. Nó là chiếc tàu chiến thứ sáu của Hải quân Hoàng gia mang cái tên này.

## Thiết kế và chế tạo
Zebra được đặt hàng vào ngày 12 tháng 2 năm 1942 như một phần của Chi hạm đội Khẩn cấp 10. Nó nguyên được đặt lườn như là chiếc HMS Wakeful vào ngày 14 tháng 5 năm 1942 tại xưởng tàu của hãng William Denny & Brothers ở Dumbarton, Scotland; nhưng được đổi tên vào tháng 1 năm 1943 trước khi được hạ thủy vào ngày 18 tháng 3 năm 1944; và nhập biên chế cùng Hải quân Hoàng gia Anh vào ngày 13 tháng 10 năm 1944. Con tàu được cộng đồng cư dân Urmston thuộc hạt Lancashire đỡ đầu trong khuôn khổ chiến dịch vận động gây quỹ trái phiếu chiến tranh mang tên Tuần lễ Tàu chiến.

## Lịch sử hoạt động

### Thế Chiến II
Sau một giai đoạn chạy thử máy và huấn luyện cùng các tàu chiến thuộc Hạm đội Nhà tại Scapa Flow, Zebra gia nhập Chi hạm đội Khu trục 2 làm nhiệm vụ hộ tống và tuần tra tại khu vực Tiếp cận Tây Bắc. Nó hộ tống một loạt các đoàn tàu vận tải Bắc Cực, và các hoạt động khác tại Bắc Hải cũng như ngoài khơi bờ biển bán đảo Scandinavia. Khi chiến tranh bước vào giai đoạn kết thúc, nó được bố trí cùng Hạm đội Nhà hỗ trợ các chiến dịch tái chiếm những nước trước đây bị Đức Quốc xã chiếm đóng, bao gồm vai trò tàu bảo vệ.

### Sau chiến tranh
Sau khi chiến tranh kết thúc, Zebra gia nhập Chi hạm đội Khu trục 4, nơi nó phục vụ cho đến năm 1947. Nó ngừng hoạt động và chuyển sang tình trạng dự bị thuộc Hạm đội Dự bị tại Plymouth. Vào năm 1952, nó thuộc Hạm đội Dự bị Harwich trước khi quay trở lại Plymouth một năm sau đó. Con tàu được đề cử để cải biến thành một tàu frigate chống tàu ngầm, và dàn vũ khí chính của nó được tháo dỡ. Tuy nhiên công việc bị hủy bỏ vào năm 1955, và nó bị đưa vào danh sách để bán đi. Có kế hoạch để chuyển nó cho Cộng hòa Liên bang Đức, nhưng sau khi được xem xét, các viên chức Tây Đức từ chối do tình trạng vật chất của nó quá kém, và con tàu được bán cho hãng BISCO để tháo dỡ vào năm 1958. Nó được tháo dỡ tại xưởng Newport, Monmouth của hãng Cashmore, và được kéo đến xưởng tháo dỡ vào ngày 12 tháng 2 năm 1959.